# Mason & Dixon
Mason & Dixon est un roman de l'écrivain américain Thomas Pynchon, publié en 1997 aux États-Unis.

## Description
Mason & Dixon est le cinquième roman de l'écrivain américain Thomas Pynchon. Il est publié en 1997 aux États-Unis et paru en 2001 en français.